# アルジェントさーかす
アルジェントさーかすは、日本の大道芸アーティストによるユニットである。

## 概要
2018年に結成。東京を拠点に全国の商業施設、お祭り、大道芸フェスティバルなど幅広く活動する。
2021年より宇都宮動物園での大道芸イベントをGENが企画運営し、土日祝は同所での活動となることが多い。

## 主な演目
- チェアーアクロバット(椅子倒立)
- ジャイアントバルーン
- 火吹き

などを中心にコメディーパフォーマンスを行っている。

## メンバー
- 大道芸人GEN（ジェン） - サーカス芸をコメディーで行う大道芸人
- クラウンアルくん - いたずら大好きで、底抜けに明るいクラウン（道化師）
- クラウンロイくん - たまにアルくんに変わってロイくんが出演することがある。

## 主な活動場所
- 活動本拠地は東京を中心とする関東、他にもイベントや大道芸フェスティバルなどで全国各地を周っており、活動場所は自身のHPにて発表される。

- アルカキット錦糸町
- 草津湯畑大道芸
- 宇都宮動物園